# Доможирово (Ленінградська область)
Доможирово (рос. Доможирово) — присілок у Лодєйнопольському районі Ленінградської області Російської Федерації.
Населення становить 178 осіб. Належить до муніципального утворення Доможировське сільське поселення.

## Історія
Згідно із законом від 20 вересня 2004 року № 63-оз належить до муніципального утворення Доможировське сільське поселення.

## Населення
| 1838 | 1862 | 1885 | 1926 | 1950 | 1961 | 1990 |
| ---- | ---- | ---- | ---- | ---- | ---- | ---- |
| 199  | ↗242 | ↘226 | ↗487 | ↘310 | ↗348 | ↘216 |
| 1997 | 2007 | 2010 | 2014 |      |      |      |
| ↗222 | ↘206 | ↗210 | ↘178 |      |      |      |